# Byōdō-in
| Imagem: Monumentos Históricos da Antiga Quioto | O Byōdō-in está incluido no sítio "Monumentos Históricos da Antiga Quioto", Património Mundial da UNESCO. |  |

O Byōdō-in (平等院) é um templo budista na cidade de Uji, Quioto, Japão. Ele é um templo das seitas Terra Pura (Jōdo-shū) e Tendai-shū.

## História

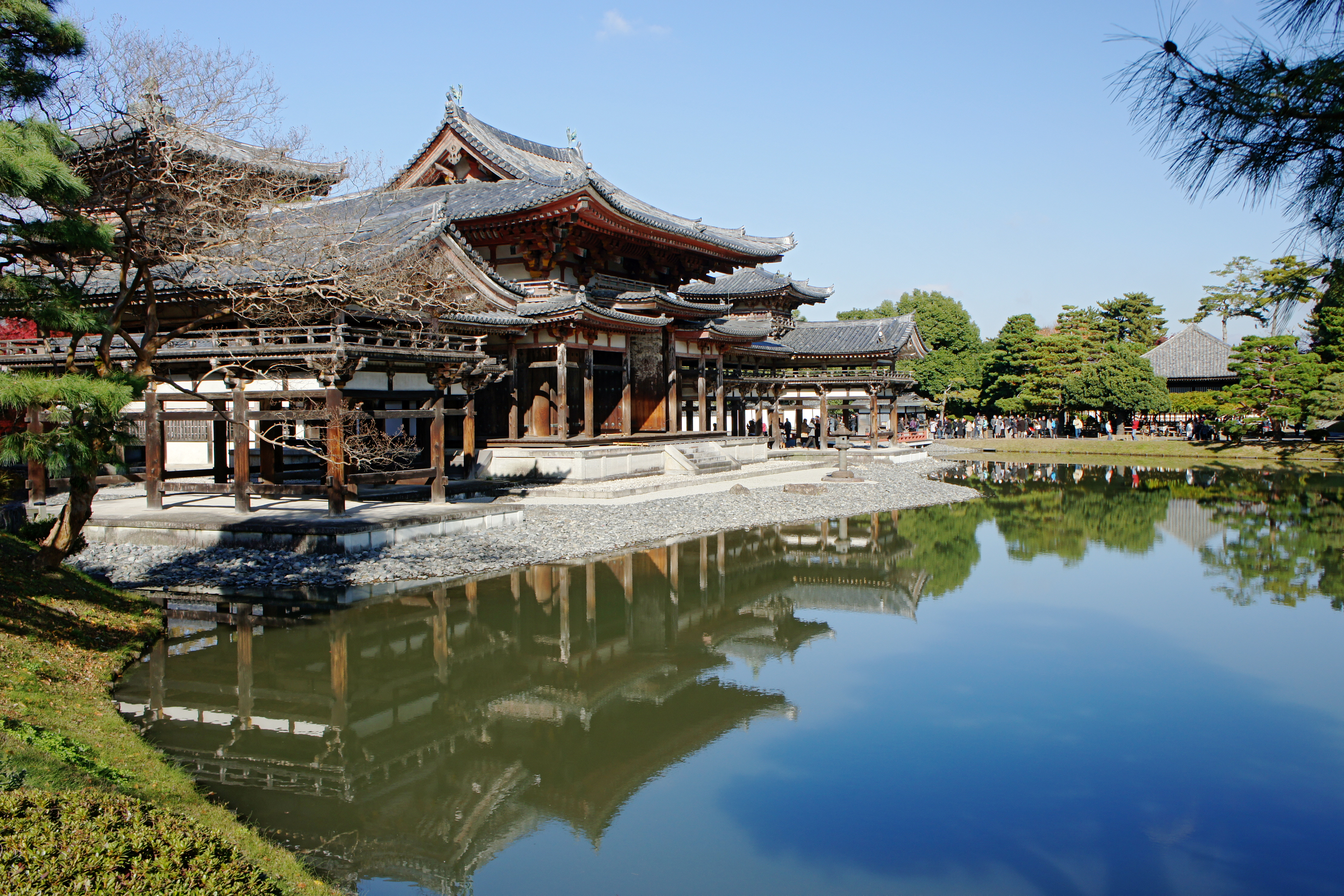
Jardim Jōdo-shiki

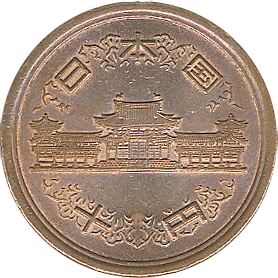
Uma moeda de 10 ienes japonesa (verso) mostrando o Salão da Fênix

Este templo foi originalmente construído em 998 no período Heian como uma casa rural do cortesão de alto nível Minamoto no Shigenobu, Ministro da Esquerda. A propriedade foi comprada da esposa de Minamoto no Shigenobu, após ele morrer, por Fujiwara no Michinaga, um dos membros mais poderosos do clã Fujiwara. A casa foi transformada em um templo budista por Fujiwara no Yorimichi em 1052. A construção mais famosa no templo é o Salão da Fênix (鳳凰堂 Hōō-dō) ou o Salão Amida, construído em 1053. Ele é a única construção original remanescente, cercado por uma lagoa cênica. As construções adicionais que faziam parte do conjunto foram queimadas durante uma guerra civil em 1336.
A construção principal no Byōdō-in, o Salão da Fênix, consiste de um salão central flanqueado por dois corredores em ambos os lados do salão central, e um corredor cumprido. O salão central abriga uma imagem de Amida Buda. O teto do salão mostra estátuas de a fênix chinesa, chamada de hōō em japonês.
O Salão da Fênix, concluído em 1053, é o modelo dos salões Amida dos Fujiwara. Ele consiste de uma estrutura retangular principal ladeada por dois corredores em forma de L (as asas) e um corredor cumprido (a cauda), que fica na beira de uma grande lagoa artificial. Embora seu nome oficial seja Amida-dō, ela começou a ser chamada de Hōō-dō, ou Salão da Fênix, no começo do período Edo. Considera-se que este nome derivou tanto da semelhança da construção com uma fênix, quanto do par de fênix que enfeitam o teto.
Dentro do Salão da Fênix, uma única imagem de Amida (1053) é instalada em uma plataforma alta. A escultura de Amida é feita de cipreste japonês e é coberta com folha de ouro. Ela foi executada por Jōchō, que usou um novo cânone de proporções e uma nova técnica, yosegi, na qual múltiplas peças de madeira são esculpidas como conchas e juntadas por dentro. A estátua mede cerca de três metros de seu rosto a seus joelhos, e está sentada. Nas paredes do salão estão pequenas esculturas de alto relevo de seres celestiais. Acredita-se que o anfitrião acompanhou Amida quando ele desceu do Paraíso Ocidental para reunir as almas dos fiéis no momento da morte e transportá-las em flores de lótus ao Paraíso. Pinturas de Raigō nas portas de madeira do Salão da Fênix, retratando a descida de Amida Buda, são um exemplo antigo de yamato-e, um estilo de pintura japonesa, que contém representações do cenário ao redor de Quioto.
Lá há um jardim Jōdo-shiki com uma lagoa em frente à construção, que em 1998 foi dragado como parte de uma escavação arqueológica. Os jardins são um Lugar Histórico nacionalmente nomeado e Local de Beleza Cênica.
O museu Byōdō-in guarda e exige a maioria dos tesouros nacionais no templo, incluindo 52 Bodisatvas de madeira, o sino do templo, a ponta sul da Fênix e outros itens com importância histórica.
O Japão comemora sua longevidade e importância cultural mostrando sua imagem na moeda de 10 ienes, e a nota de 10 000 ienes exibe a imagem da fênix. Em dezembro de 1994, a UNESCO listou a construção como um patrimônio mundial que faz parte dos "Monumentos Históricos da Antiga Quioto". O Salão da Fênix, a grande estátua de Amida dentro dele e alguns outros itens no Byōdō-in são tesouros nacionais.
Uma réplica do templo foi concluída em 7 de junho de 1968 no Vale dos Templos (O'ahu, Hawaii).
Os correios japoneses emitiram três selos definitivos mostrando o salão da fênix, cada um com pré-pagamento da taxa postal para carta estrangeira em superfície: 24 ienes - 1950, 24 ienes - 1957 e 30 ienes - 1959. Os selos foram produzidos por um método custo de gravação, mostrando a apreciação pelo salão.
Desde 2012 e até março de 2014, o Salão da Fênix esteve fechado para reforma. O acesso ao Salão não era permitido, ele estava completamente coberto por andaimes, incluindo o telhado, não estando visível. O jardim e volta e o museu estavam abertos a um preço reduzido de 300 ienes.

## Galeria

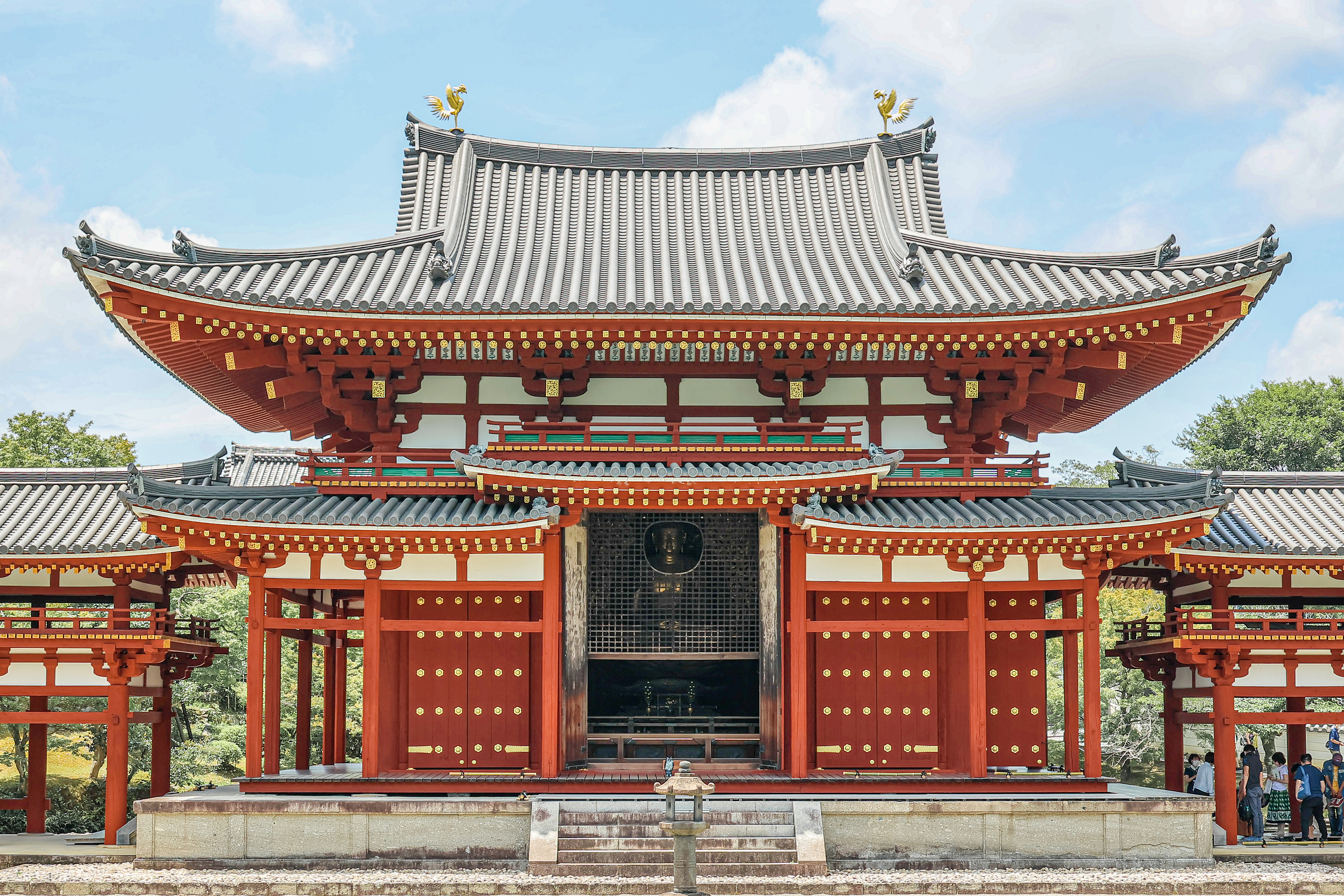
Salão da Fênix.
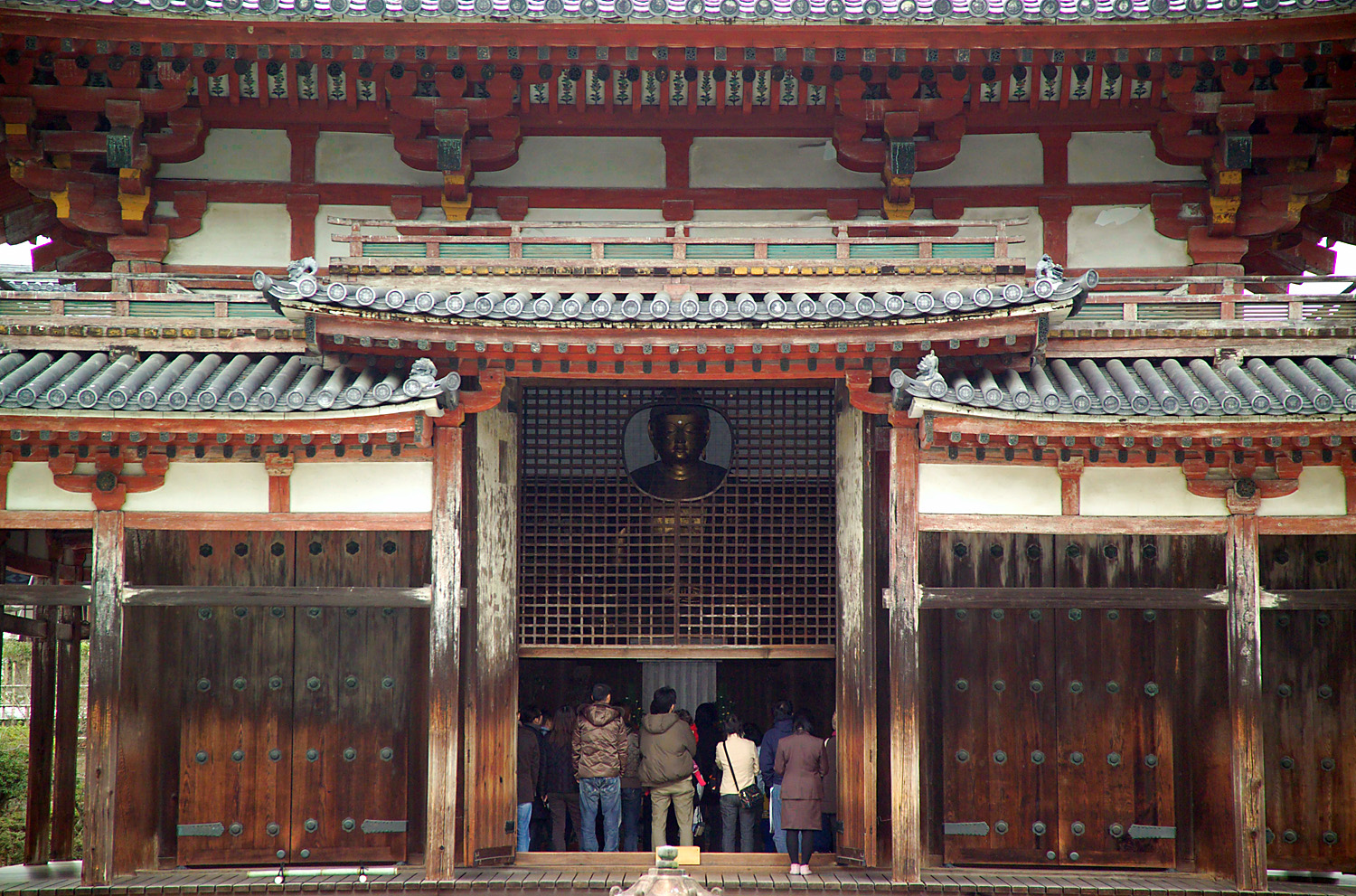
A cabeça da estátua Jōchō de Amitābha é visível nesta foto do Salão da Fênix.
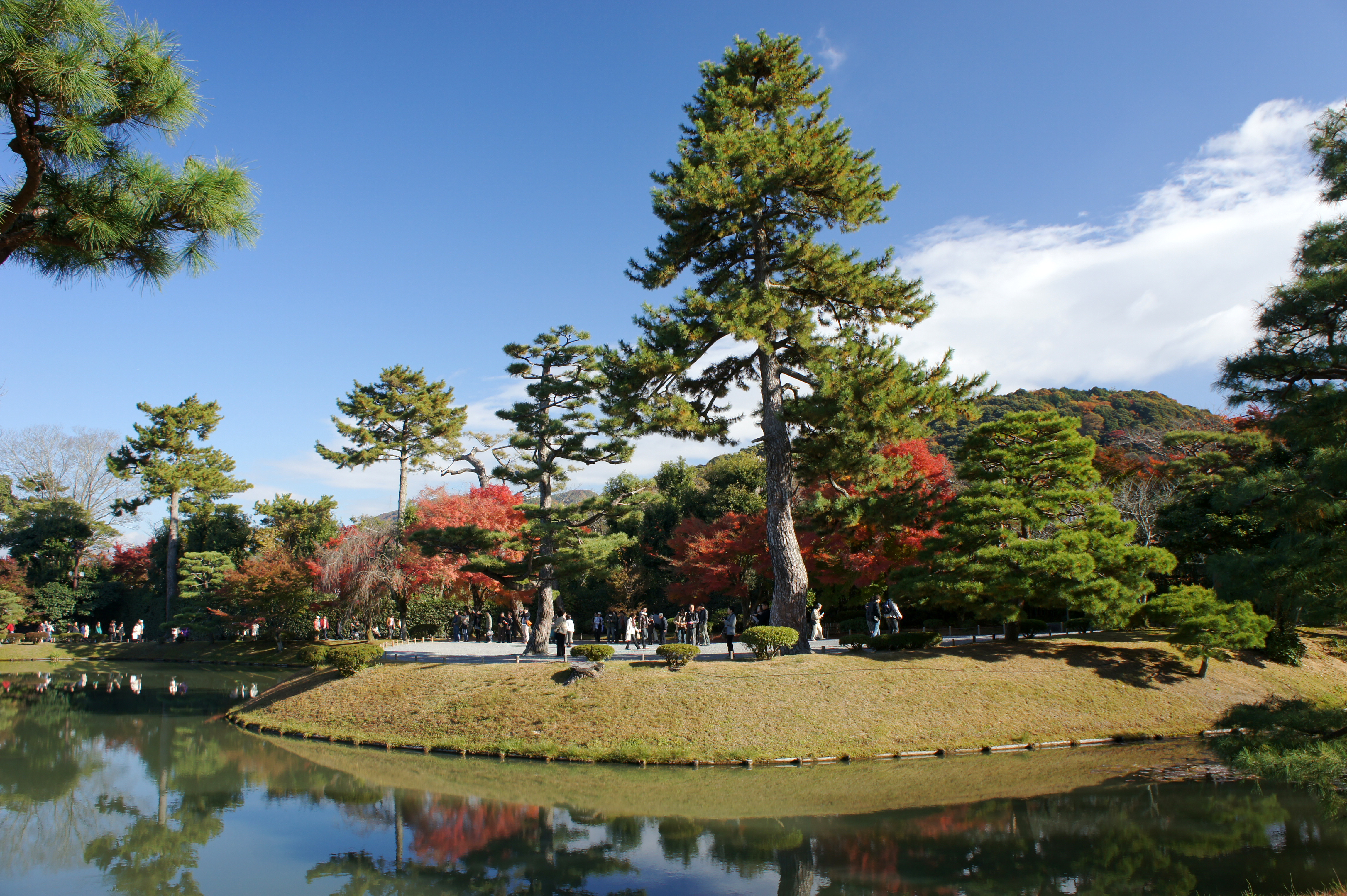
O jardim em frente do Salão da Fênix.
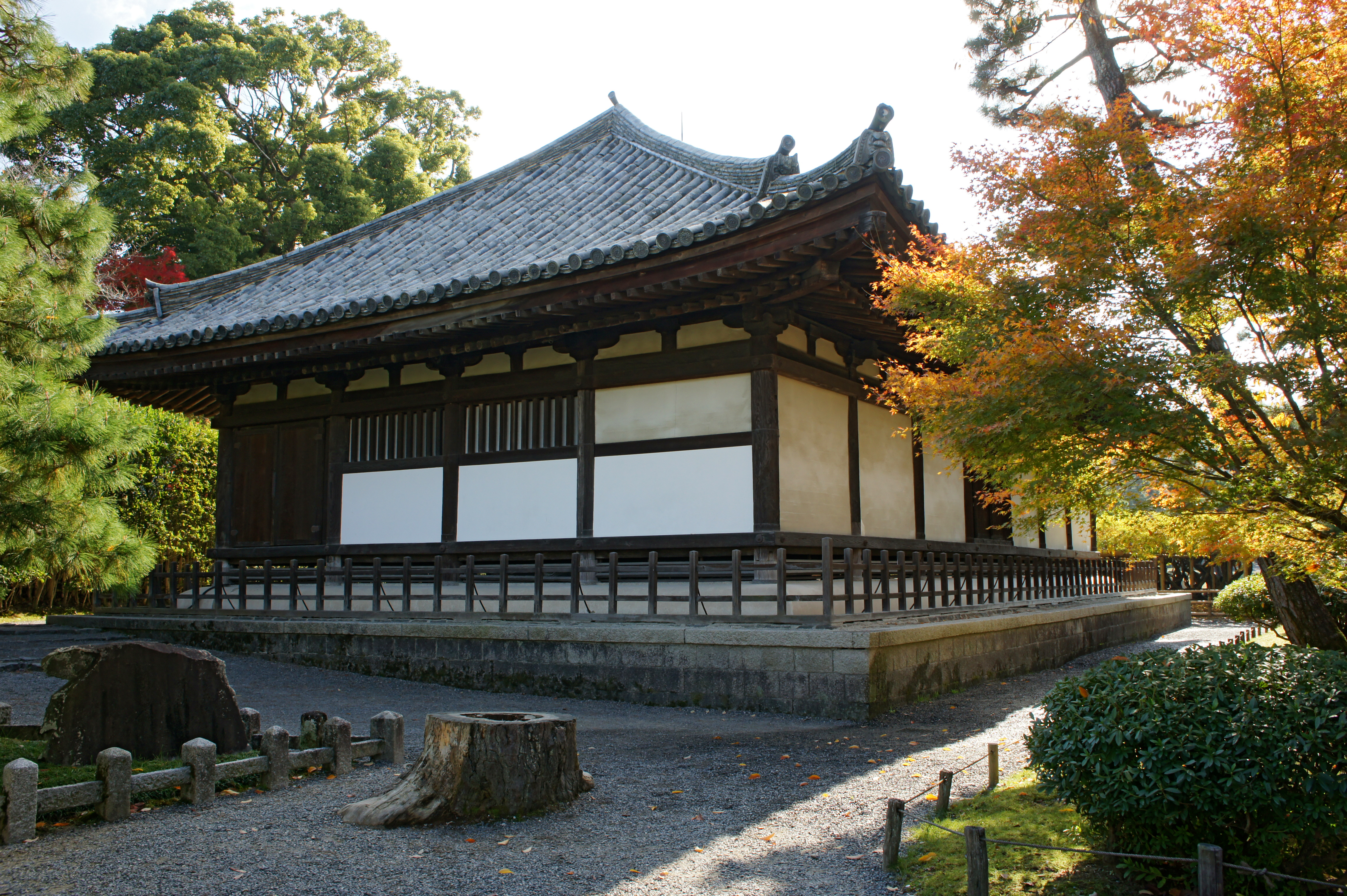
Kannondo
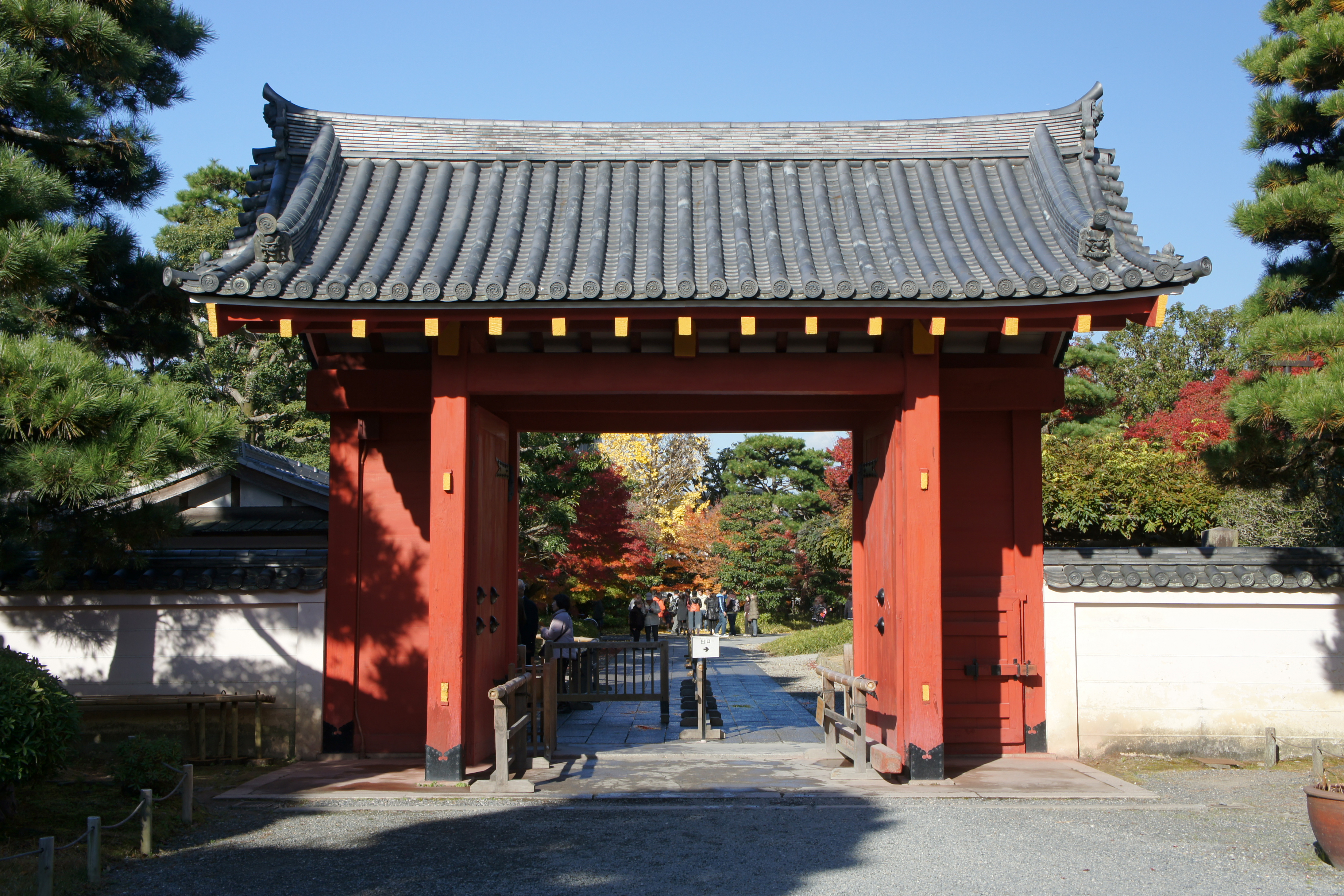
Omotemon, o portão principal.